# 812 TCN
812 TCN là một năm trong lịch La Mã.